# Pyrrhura cruentata
Il parrocchetto golablu (Pyrrhura cruentata (zu Wied-Neuwied, 1820)), noto anche come conuro golablu, è un uccello della famiglia degli Psittacidi.

## Descrizione
Si tratta di un pappagallo con piumaggio generale verde e taglia attorno ai 30 cm. Non ha la zona pettorale a scaglie presente in quasi tutti i Pyrrhura; fronte, corona e nuca sono marroni; copritrici auricolari rossicce e gialle, guance verde chiaro, gola e parte del petto sfumate in azzurro; scudo addominale rosso come il groppone; segni rossi sulle spalle; remiganti blu; coda verde oliva, becco nero, iride bruna e zampe grigiastre.

## Distribuzione
Vive nella parte orientale del Brasile, negli Stati di Bahia, Minas Gerais, Espírito Santo e Rio de Janeiro. È sull'orlo dell'estinzione a causa della distruzione delle foreste e per il fatto che le singole popolazioni, numericamente deboli, sono troppo distanti tra loro per potersi accoppiare con soggetti di «ceppo» diverso, il che comporta un notevole impoverimento genetico dovuto all'incrocio continuo fra parenti. In cattività sono presenti poche coppie che riproducono con difficoltà.

## Biologia
Sopravvive in alcuni frammenti delle foreste che danno sull'Atlantico, tra i 400 e i 960 metri di quota, con sporadiche popolazioni distanti tra loro anche centinaia di chilometri. Di questa specie si sa pochissimo.